# KHL (2018/2019)
Sezon KHL 2018/2019 – jedenasty sezon ligi KHL rozgrywany na przełomie 2018 i 2019.

## Kluby uczestniczące
W trakcie sezonu 2017/2018, po rozegraniu rundy zasadniczej, w marcu 2018 władze KHL postanowiły o wykluczeniu z grona uczestników rozgrywek klubów Jugra Chanty-Mansyjsk i Łada Togliatti. Tuż po zakończeniu sezonu 2017/2018 władze ligi zatwierdziły skład uczestników oraz formułę na sezon 2018/2019. Wskutek zmian liczba uczestników została zredukowana z 27 do 25. Równocześnie dokonano przesunięć zespołów w zestawieniu dywizyjnym uczestników. Ponadto liczbę meczów w rundzie zasadniczej zwiększono z 56 do 62.
Z powodów problemów konstrukcyjnych hali Arena Omsk drużyna Awangardu od 2018 rozgrywała swoje mecze w roli gospodarza w mieście Bałaszycha.
| Konferencja Zachód      | Konferencja Zachód | Konferencja Wschód         | Konferencja Wschód  |
| Dywizja Bobrowa         | Dywizja Tarasowa   | Dywizja Charłamowa         | Dywizja Czernyszowa |
| ----------------------- | ------------------ | -------------------------- | ------------------- |
| Dinamo Ryga             | CSKA Moskwa        | Ak Bars Kazań              | Admirał Władywostok |
| Dinamo Moskwa           | Dynama Mińsk       | Awtomobilist Jekaterynburg | Amur Chabarowsk     |
| Jokerit                 | Łokomotiw Jarosław | Mietałłurg Magnitogorsk    | Awangard Omsk       |
| Siewierstal Czerepowiec | Slovan Bratysława  | Nieftiechimik Niżniekamsk  | Barys Astana        |
| SKA Sankt Petersburg    | HK Soczi           | Torpedo Niżny Nowogród     | Kunlun Red Star     |
| Spartak Moskwa          | Witiaź Podolsk     | Traktor Czelabińsk         | Saławat Jułajew Ufa |
|                         |                    |                            | Sibir Nowosybirsk   |

## Sezon zasadniczy
Sezon zasadniczy zaplanowano w terminie od 1 września 2018 do 22 lutego 2019. W ramach 62 kolejek drużyny rozegrają 775 spotkań. Tuż przed startem sezonu władze ligi (Rada Dyrektorów KHL) w niejednogłośnym głosowaniu zdecydowały o wprowadzeniu nowych zasad punktacji w sezonie zasadniczym; odtąd za każde zwycięstwo przewidziano dwa punkty, a za przegraną po dogrywce bądź pomeczowych najazdach - jeden punkt. Ponadto dokonano szeregu zmian w regulaminie rozgrywek.

### Puchar Otwarcia
W pierwszym meczu sezonu o Puchar Otwarcia 1 września 2018 ubiegłoroczny mistrz Ak Bars Kazań uległ u siebie SKA Sankt Petersburg 1:6.

### Mecz Gwiazd
Mecz Gwiazd KHL odbył się 20 stycznia 2019 w hali Tatneft Arena w Kazaniu, a rywalizację, zarówno w konkursie umiejętności, jak i w meczach, wygrała drużyna Dywizji Czernyszowa.

### Statystyki indywidualne
Statystyki zaktualizowane po zakończeniu rundy zasadniczej.
Zawodnicy z pola łącznie
| Gole                             | Gole | Asysty                        | Asysty | Punkty                           | Punkty |
| -------------------------------- | ---- | ----------------------------- | ------ | -------------------------------- | ------ |
| Kiriłł Kaprizow (CSKA)           | 30   | Nikita Gusiew (SKA)           | 65     | Nikita Gusiew (SKA)              | 82     |
| Nigel Dawes (Awtomobilist)       | 28   | Wadim Szypaczow (Din. Moskwa) | 48     | Nigel Dawes (Awtomobilist)       | 69     |
| Dan Sexton (Awtomobilist)        | 25   | Brian O'Neill (Jokerit)       | 45     | Wadim Szypaczow (Din. Moskwa)    | 68     |
| Linus Videll (Ryga)              | 24   | Nigel Dawes (Awtomobilist)    | 41     | Dmitrij Kagarlicki (Din. Moskwa) | 61     |
| Dmitrij Kagarlicki (Din. Moskwa) | 24   | Linus Omark (Saławat)         | 39     | Brian O'Neill (Jokerit)          | 58     |

Obrońcy
| Gole                          | Gole | Asysty                          | Asysty | Punkty                 | Punkty |
| ----------------------------- | ---- | ------------------------------- | ------ | ---------------------- | ------ |
| Darren Dietz (Barys)          | 15   | Darren Dietz (Barys)            | 38     | Darren Dietz (Barys)   | 53     |
| Patrik Hersley (SKA)          | 14   | Mathew Maione (Ryga)            | 35     | Mathew Maione (Ryga)   | 46     |
| Alex Grant (Jokerit)          | 13   | Sami Lepistö (Jokerit)          | 28     | Alex Grant (Jokerit)   | 36     |
| Wiktor Antipin (Magnitogorsk) | 11   | Iwan Wiszniewski (Awtomobilist) | 24     | Sami Lepistö (Jokerit) | 36     |
| Mathew Maione (Ryga)          | 11   | Alex Grant (Jokerit)            | 23     | Patrik Hersley (SKA)   | 33     |

Bramkarze
| Skuteczność interwencji (w %) | Skuteczność interwencji (w %) | Średnia goli straconych (na mecz) | Średnia goli straconych (na mecz) | Mecze bez straty gola      | Mecze bez straty gola |
| ----------------------------- | ----------------------------- | --------------------------------- | --------------------------------- | -------------------------- | --------------------- |
| Igor Szestiorkin (SKA)        | 95,3                          | Igor Szestiorkin (SKA)            | 1,11                              | Ilja Sorokin (CSKA)        | 11                    |
| Lars Johansson (CSKA)         | 94,5                          | Lars Johansson (CSKA)             | 1,15                              | Igor Szestiorkin (SKA)     | 10                    |
| Ilja Sorokin (CSKA)           | 94,0                          | Ilja Sorokin (CSKA)               | 1,16                              | Ilja Konowałow (Łokomotiw) | 10                    |
| Magnus Hellberg (SKA)         | 94,0                          | Magnus Hellberg (SKA)             | 1,32                              | Lars Johansson (CSKA)      | 9                     |
| Jakub Kovář (Awtomobilist)    | 93,9                          | Jakub Kovář (Awtomobilist)        | 1,78                              | Magnus Hellberg (SKA)      | 8                     |

Pozostałe
| Klasyfikacja +/-          | Klasyfikacja +/- | Zwycięskie gole                  | Zwycięskie gole | Minuty kar                       | Minuty kar |
| ------------------------- | ---------------- | -------------------------------- | --------------- | -------------------------------- | ---------- |
| Władisław Gawrikow (SKA)  | +48              | Kiriłł Kaprizow (CSKA)           | 11              | Anton Burdasow (Saławat)         | 114        |
| Nikita Gusiew (SKA)       | +39              | Nigel Dawes (Awtomobilist)       | 9               | Patrice Cormier (Barys)          | 101        |
| Michaił Naumienkow (CSKA) | +35              | Darren Dietz (Barys)             | 8               | Damir Rachimullin (Soczi)        | 95         |
| Linden Vey (CSKA)         | +35              | Dmitrij Kagarlicki (Din. Moskwa) | 7               | Oliver Lauridsen (Jokerit)       | 93         |
| Kiriłł Kaprizow (CSKA)    | +34              | Aleksandr Siomin (Witiaź)        | 7               | Rafael Bikmullin (Nieftiechimik) | 91         |

- Pierwsze miejsce w klasyfikacji średniego czasu gry w meczu wśród obrońców:  Darren Dietz (Barys) – 23,45 min.
- Pierwsze miejsce w klasyfikacji średniego czasu gry w meczu wśród napastników:  Drew Shore (Kunlun) – 22,09 min.
- Pierwsze miejsce w klasyfikacji liczby zablokowanych strzałów:  Kristaps Sotnieks (Din. Ryga) – 99
- Pierwsze miejsce w klasyfikacji wykonanych uderzeń ciałem:  Maksim Rybin (Siewierstal) – 223

## Faza play-off
W sezonie 2018/2019 po raz pierwszy w historii KHL najlepsza drużyna w sezonie zasadniczym wygrała również fazę play-off i zdobyła Puchar Gagarina.

### Schemat play-off
|  |                          |                            |                          |                      |   |                       |                            |                       |  |  |                    |                    |                    |  |  |                         |                         |                         |
|  | Ćwierćfinały Konferencji | Ćwierćfinały Konferencji   | Ćwierćfinały Konferencji |                      |   | Półfinały Konferencji | Półfinały Konferencji      | Półfinały Konferencji |  |  | Finały Konferencji | Finały Konferencji | Finały Konferencji |  |  | Finał o Puchar Gagarina | Finał o Puchar Gagarina | Finał o Puchar Gagarina |
|  | Ćwierćfinały Konferencji | Ćwierćfinały Konferencji   | Ćwierćfinały Konferencji |                      |   | Półfinały Konferencji | Półfinały Konferencji      | Półfinały Konferencji |  |  | Finały Konferencji | Finały Konferencji | Finały Konferencji |  |  | Finał o Puchar Gagarina | Finał o Puchar Gagarina | Finał o Puchar Gagarina |
|  |                          |                            |                          |                      |   |                       |                            |                       |  |  |                    |                    |                    |  |  |                         |                         |                         |
|  |                          |                            |                          |                      |   |                       |                            |                       |  |  |                    |                    |                    |  |  |                         |                         |                         |
|  | 1                        | CSKA Moskwa                | 4                        |                      |   |                       |                            |                       |  |  |                    |                    |                    |  |  |                         |                         |                         |
|  | 1                        | CSKA Moskwa                | 4                        |                      |   |                       |                            |                       |  |  |                    |                    |                    |  |  |                         |                         |                         |
|  | 8                        | Witiaź Podolsk             | 0                        |                      |   |                       |                            |                       |  |  |                    |                    |                    |  |  |                         |                         |                         |
|  | 8                        | Witiaź Podolsk             | 0                        |                      |   | 1                     | CSKA Moskwa                | 4                     |  |  |                    |                    |                    |  |  |                         |                         |                         |
|  |                          |                            |                          |                      |   | 1                     | CSKA Moskwa                | 4                     |  |  |                    |                    |                    |  |  |                         |                         |                         |
|  |                          |                            | 5                        | Dinamo Moskwa        | 1 |                       |                            |                       |  |  |                    |                    |                    |  |  |                         |                         |                         |
|  | 2                        | SKA Sankt Petersburg       | 5                        | Dinamo Moskwa        | 1 | 4                     |                            |                       |  |  |                    |                    |                    |  |  |                         |                         |                         |
|  | 2                        | SKA Sankt Petersburg       |                          |                      |   |                       |                            |                       |  |  |                    |                    |                    |  |  |                         |                         |                         |
|  | 7                        | Spartak Moskwa             | 2                        |                      |   |                       |                            |                       |  |  |                    |                    |                    |  |  |                         |                         |                         |
|  | 7                        | Spartak Moskwa             | 2                        |                      |   | 1                     | CSKA Moskwa                | 4                     |  |  |                    |                    |                    |  |  |                         |                         |                         |
|  | Konferencja Zachód       |                            |                          |                      |   | 1                     | CSKA Moskwa                | 4                     |  |  |                    |                    |                    |  |  |                         |                         |                         |
|  |                          |                            | 2                        | SKA Sankt Petersburg | 3 |                       |                            |                       |  |  |                    |                    |                    |  |  |                         |                         |                         |
|  | 3                        | Łokomotiw Jarosław         | 2                        | SKA Sankt Petersburg | 3 | 4                     |                            |                       |  |  |                    |                    |                    |  |  |                         |                         |                         |
|  | 3                        | Łokomotiw Jarosław         |                          |                      |   |                       |                            |                       |  |  |                    |                    |                    |  |  |                         |                         |                         |
|  | 6                        | HK Soczi                   | 2                        |                      |   |                       |                            |                       |  |  |                    |                    |                    |  |  |                         |                         |                         |
|  | 6                        | HK Soczi                   | 2                        |                      |   | 2                     | SKA Sankt Petersburg       | 4                     |  |  |                    |                    |                    |  |  |                         |                         |                         |
|  |                          |                            |                          |                      |   | 2                     | SKA Sankt Petersburg       | 4                     |  |  |                    |                    |                    |  |  |                         |                         |                         |
|  |                          |                            | 4                        | Łokomotiw Jarosław   | 1 |                       |                            |                       |  |  |                    |                    |                    |  |  |                         |                         |                         |
|  | 4                        | Jokerit                    | 4                        | Łokomotiw Jarosław   | 1 | 2                     |                            |                       |  |  |                    |                    |                    |  |  |                         |                         |                         |
|  | 4                        | Jokerit                    |                          |                      |   |                       |                            |                       |  |  |                    |                    |                    |  |  |                         |                         |                         |
|  | 5                        | Dinamo Moskwa              | 4                        |                      |   |                       |                            |                       |  |  |                    |                    |                    |  |  |                         |                         |                         |
|  | 5                        | Dinamo Moskwa              | 4                        |                      |   | Z                     | CSKA Moskwa                | 4                     |  |  |                    |                    |                    |  |  |                         |                         |                         |
|  |                          |                            |                          |                      |   |                       |                            |                       |  |  |                    |                    |                    |  |  |                         |                         |                         |
|  |                          |                            | W                        | Awangard Omsk        | 0 |                       |                            |                       |  |  |                    |                    |                    |  |  |                         |                         |                         |
|  | 1                        | Awtomobilist Jekaterynburg | W                        | Awangard Omsk        | 0 | 4                     |                            |                       |  |  |                    |                    |                    |  |  |                         |                         |                         |
|  | 1                        | Awtomobilist Jekaterynburg |                          |                      |   |                       |                            |                       |  |  |                    |                    |                    |  |  |                         |                         |                         |
|  | 8                        | Traktor Czelabińsk         | 0                        |                      |   |                       |                            |                       |  |  |                    |                    |                    |  |  |                         |                         |                         |
|  | 8                        | Traktor Czelabińsk         | 0                        |                      |   | 1                     | Awtomobilist Jekaterynburg | 1                     |  |  |                    |                    |                    |  |  |                         |                         |                         |
|  |                          |                            |                          |                      |   | 1                     | Awtomobilist Jekaterynburg | 1                     |  |  |                    |                    |                    |  |  |                         |                         |                         |
|  |                          |                            | 6                        | Saławat Jułajew Ufa  | 4 |                       |                            |                       |  |  |                    |                    |                    |  |  |                         |                         |                         |
|  | 2                        | Barys Astana               | 6                        | Saławat Jułajew Ufa  | 4 | 4                     |                            |                       |  |  |                    |                    |                    |  |  |                         |                         |                         |
|  | 2                        | Barys Astana               |                          |                      |   |                       |                            |                       |  |  |                    |                    |                    |  |  |                         |                         |                         |
|  | 7                        | Torpedo Niżny Nowogród     | 3                        |                      |   |                       |                            |                       |  |  |                    |                    |                    |  |  |                         |                         |                         |
|  | 7                        | Torpedo Niżny Nowogród     | 3                        |                      |   | 4                     | Awangard Omsk              | 4                     |  |  |                    |                    |                    |  |  |                         |                         |                         |
|  | Konferencja Wschód       |                            |                          |                      |   | 4                     | Awangard Omsk              | 4                     |  |  |                    |                    |                    |  |  |                         |                         |                         |
|  |                          |                            | 6                        | Saławat Jułajew Ufa  | 2 |                       |                            |                       |  |  |                    |                    |                    |  |  |                         |                         |                         |
|  | 3                        | Mietałłurg Magnitogorsk    | 6                        | Saławat Jułajew Ufa  | 2 | 2                     |                            |                       |  |  |                    |                    |                    |  |  |                         |                         |                         |
|  | 3                        | Mietałłurg Magnitogorsk    |                          |                      |   |                       |                            |                       |  |  |                    |                    |                    |  |  |                         |                         |                         |
|  | 6                        | Saławat Jułajew Ufa        | 4                        |                      |   |                       |                            |                       |  |  |                    |                    |                    |  |  |                         |                         |                         |
|  | 6                        | Saławat Jułajew Ufa        | 4                        |                      |   | 2                     | Barys Astana               | 1                     |  |  |                    |                    |                    |  |  |                         |                         |                         |
|  |                          |                            |                          |                      |   | 2                     | Barys Astana               | 1                     |  |  |                    |                    |                    |  |  |                         |                         |                         |
|  |                          |                            | 4                        | Awangard Omsk        | 4 |                       |                            |                       |  |  |                    |                    |                    |  |  |                         |                         |                         |
|  | 4                        | Awangard Omsk              | 4                        | Awangard Omsk        | 4 | 4                     |                            |                       |  |  |                    |                    |                    |  |  |                         |                         |                         |
|  | 4                        | Awangard Omsk              |                          |                      |   |                       |                            |                       |  |  |                    |                    |                    |  |  |                         |                         |                         |
|  | 5                        | Ak Bars Kazań              | 0                        |                      |   |                       |                            |                       |  |  |                    |                    |                    |  |  |                         |                         |                         |
|  | 5                        | Ak Bars Kazań              | 0                        |                      |   |                       |                            |                       |  |  |                    |                    |                    |  |  |                         |                         |                         |
|  |                          |                            |                          |                      |   |                       |                            |                       |  |  |                    |                    |                    |  |  |                         |                         |                         |

### Statystyki indywidualne
Statystyki zaktualizowane po zakończeniu fazy play-off.
Zawodnicy z pola łącznie
| Gole                         | Gole | Asysty                      | Asysty | Punkty                      | Punkty |
| ---------------------------- | ---- | --------------------------- | ------ | --------------------------- | ------ |
| Michaił Grigorienko (CSKA)   | 13   | Taylor Beck (Awangard)      | 16     | Michaił Grigorienko (CSKA)  | 21     |
| Siergiej Szumakow (Awangard) | 12   | Linus Omark (Saławat)       | 14     | Teemu Hartikainen (Saławat) | 21     |
| Joonas Kemppainen (Saławat)  | 10   | Cody Franson (Awangard)     | 14     | Taylor Beck (Awangard)      | 20     |
| Matthew Frattin (Barys)      | 9    | Teemu Hartikainen (Saławat) | 13     | Nikita Gusiew (SKA)         | 19     |
| Nikita Gusiew (SKA)          | 9    | Siergiej Płotnikow (SKA)    | 11     | Linus Omark (Saławat)       | 18     |

Obrońcy
| Gole                         | Gole | Asysty                    | Asysty | Punkty                     | Punkty |
| ---------------------------- | ---- | ------------------------- | ------ | -------------------------- | ------ |
| Mat Robinson (CSKA)          | 5    | Cody Franson (Awangard)   | 14     | Cody Franson (Awangard)    | 18     |
| David Rundblad (SKA)         | 4    | Nikita Niestierow (CSKA)  | 9      | Nikita Niestierow (CSKA)   | 11     |
| Cody Franson (Awangard)      | 4    | Dinar Chafizullin (SKA)   | 6      | Mat Robinson (CSKA)        | 10     |
| Staffan Kronwall (Łokomotiw) | 3    | Philip Larsen (Saławat)   | 5      | Dinar Chafizullin (SKA)    | 8      |
| Anton Wołczenkow (Torpedo)   | 3    | Aleksiej Marczenko (CSKA) | 5      | Maksim Czudinow (Awangard) | 7      |

Bramkarze
| Skuteczność interwencji (w %)       | Skuteczność interwencji (w %) | Średnia goli straconych (na mecz) | Średnia goli straconych (na mecz) | Mecze bez straty gola       | Mecze bez straty gola |
| ----------------------------------- | ----------------------------- | --------------------------------- | --------------------------------- | --------------------------- | --------------------- |
| Juha Metsola (Saławat)              | 95,6                          | Ilja Sorokin (CSKA)               | 1,19                              | Ilja Sorokin (CSKA)         | 5                     |
| Ilja Sorokin (CSKA)                 | 94,7                          | Juha Metsola (Saławat)            | 1,54                              | Igor Bobkow (Awangard)      | 3                     |
| Aleksandr Jeriomienko (Din. Moskwa) | 93,8                          | Magnus Hellberg (SKA)             | 1,68                              | Jakub Kovář (Awtomobilist)  | 2                     |
| Iwan Boczarow (Din. Moskwa)         | 93,7                          | Artiom Zagidulin (Magnitogorsk)   | 1,70                              | Iwan Boczarow (Din. Moskwa) | 1                     |
| Július Hudáček (Spartak)            | 93,4                          | Igor Bobkow (Awangard)            | 1,83                              | Július Hudáček (Spartak)    | 1                     |

Pozostałe
| Klasyfikacja +/-            | Klasyfikacja +/- | Zwycięskie gole             | Zwycięskie gole | Minuty kar                       | Minuty kar |
| --------------------------- | ---------------- | --------------------------- | --------------- | -------------------------------- | ---------- |
| Teemu Hartikainen (Saławat) | +14              | Joonas Kemppainen (Saławat) | 5               | Stéphane Da Costa (Awtomobilist) | 50         |
| Aleksiej Marczenko (CSKA)   | +14              | Michaił Grigorienko (CSKA)  | 4               | Darren Dietz (Barys)             | 45         |
| Joonas Kemppainen (Saławat) | +11              | David Rundblad (SKA)        | 4               | Aleksiej Siemionow (Saławat)     | 41         |
| Linus Omark (Saławat)       | +11              | Nikita Gusiew (SKA)         | 3               | Viktor Stålberg (Awangard)       | 40         |
| Michaił Naumienkow (CSKA)   | +11              | Brandon Bochenski (Barys)   | 3               | Grigorij Panin (Saławat)         | 38         |

- Pierwsze miejsce w klasyfikacji średniego czasu gry w meczu wśród obrońców:  Jurij Sergijenko (Saławat) – 27,37 min.
- Pierwsze miejsce w klasyfikacji średniego czasu gry w meczu wśród napastników:  Linus Omark (Saławat) – 23,42 min.
- Pierwsze miejsce w klasyfikacji liczby zablokowanych strzałów:  Ville Pokka (Awangard) – 73
- Pierwsze miejsce w klasyfikacji wykonanych uderzeń ciałem:  Siergiej Płotnikow (SKA) – 68

### Skład triumfatorów

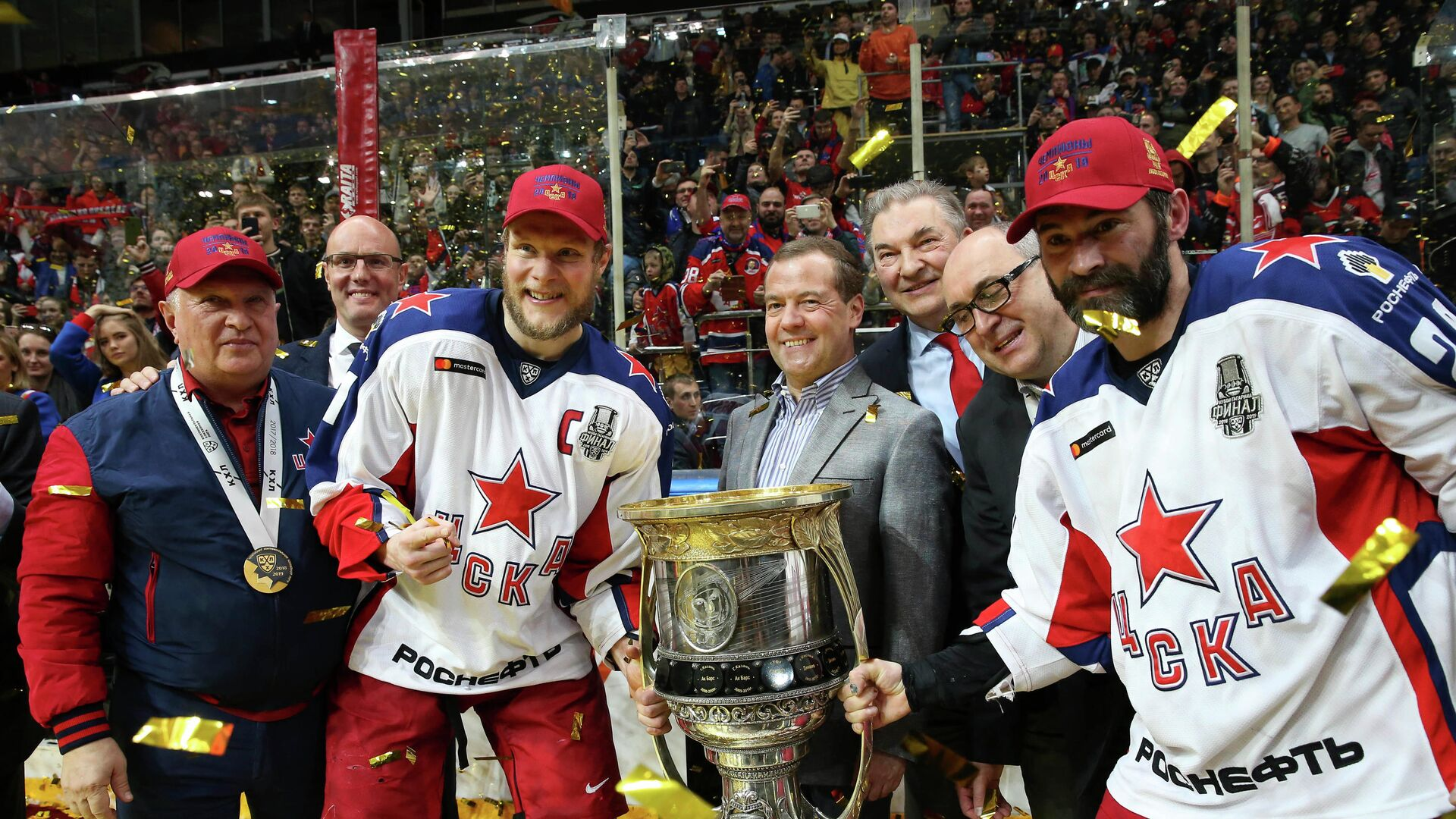
Siergiej Andronow i Aleksandr Popow z Pucharem Gagarina po meczu w Omsku 19 kwietnia 2019

Skład zdobywcy Pucharu Gagarina – drużyny CSKA Moskwa – w sezonie 2018/2019:
| Sztab trenerski: - Igor Nikitin – główny trener - Dmitrij Juszkiewicz – starszy trener - Jewgienij Korieszkow – trener - Rawil Jakubow – trener - Sergejs Naumovs – trener bramkarzy - Dmitrij Pirożkow – trener przyg. fiz. |  | Bramkarze: - Lars Johansson - Ilja Sorokin - Maksim Trietjak Obrońcy: - Artiom Błażyjewski - Artiom Czmychow - Klas Dahlbäck - Aleksiej Marczenko - Michaił Naumienkow - Nikita Niestierow - Michaił Pasznin - Mat Robinson - Aleksandr Romanow |  | Napastnicy: - Siergiej Andronow – kapitan - Michaił Grigorienko - Jannik Hansen - Siergiej Kalinin - Kiriłł Kaprizow - Pawieł Karnauchow - Maksim Mamin - Konstantin Okułow - Aleksandr Popow - Nikita Rtyszczew - Greg Scott - Anton Slepyszew - Andriej Swietłakow - Maksim Szałunow - Iwan Tielegin - Siergiej Tołczinski - Linden Vey |

## Nagrody, trofea i wyróżnienia
- Puchar Otwarcia: SKA Sankt Petersburg
- Puchar Kontynentu imienia Wiktora Tichonowa: CSKA Moskwa
- Trofeum za zwycięstwo w Konferencji Wschód w fazie play-off: Awangard Omsk
- Trofeum za zwycięstwo w Konferencji Zachód w fazie play-off: CSKA Moskwa
- Nagroda Wsiewołoda Bobrowa (dla najskuteczniejszej drużyny w sezonie): SKA Sankt Petersburg (250 goli w 80 meczach – 209 w 62 meczach sezonu regularnego plus 41 goli w 18 spotkaniach fazy play-off)
- Puchar Gagarina: CSKA Moskwa

### Zawodnicy miesiąca i etapów
Od początku historii rozgrywek są przyznawane nagrody indywidualne w czterech kategoriach odnośnie do pozycji zawodników (bramkarz, obrońca, napastnik oraz pierwszoroczniak) za każdy miesiąc, wzgl. etap w fazie play-off.
| Miesiąc                  | Bramkarz                                 | Obrońca                                  | Napastnik                                      | Pierwszoroczniak                       |
| ------------------------ | ---------------------------------------- | ---------------------------------------- | ---------------------------------------------- | -------------------------------------- |
| Wrzesień 2018            | Jakub Kovář (Awtomobilist Jekaterynburg) | Darren Dietz (Barys Astana)              | Anatolij Gołyszew (Awtomobilist Jekaterynburg) | Nikita Michajłow (Sibir Nowosybirsk)   |
| Październik 2018         | Juha Metsola (Saławat Jułajew Ufa)       | Paul Postma (Ak Bars Kazań)              | Nigel Dawes (Awtomobilist Jekaterynburg)       | Ilja Konowałow (Łokomotiw Jarosław)    |
| Listopad 2018            | Ilja Sorokin (CSKA Moskwa)               | Darren Dietz (Barys Astana)              | Nigel Dawes (Awtomobilist Jekaterynburg)       | Nikita Michajłow (Sibir Nowosybirsk)   |
| Grudzień 2018            | Henrik Karlsson (Barys Astana)           | Vojtěch Mozík (Witiaź Podolsk)           | Wadim Szypaczow (Dinamo Moskwa)                | Kristian Vesalainen (Jokerit Helsinki) |
| Styczeń 2019             | Ilja Konowałow (Łokomotiw Jarosław)      | Viktor Svedberg (Barys Astana)           | Nikita Gusiew (SKA Sankt Petersburg)           | Mārtiņš Dzierkals (Dinamo Ryga)        |
| Luty 2019                | Anton Krasotkin (Admirał Władywostok)    | Staffan Kronwall (Łokomotiw Jarosław)    | André Petersson (Barys Astana)                 | Ilja Konowałow (Łokomotiw Jarosław)    |
| Ćwierćfinały konferencji | Igor Bobkow (Awangard Omsk)              | Dienis Barancew (Torpedo Niżny Nowogród) | Teemu Hartikainen (Saławat Jułajew Ufa)        | Andriej Ałtybarmakian (HK Soczi)       |
| Półfinały konferencji    | Juha Metsola (Saławat Jułajew Ufa)       | Maksim Czudinow (Awangard Omsk)          | Nikita Gusiew (SKA Sankt Petersburg)           | Daniił Misiul (Łokomotiw Jarosław)     |
| Marzec 2019              | Ilja Sorokin (CSKA Moskwa)               | Mat Robinson (CSKA Moskwa)               | Nikita Gusiew (SKA Sankt Petersburg)           | Ilja Konowałow (Łokomotiw Jarosław)    |
| Finały konferencji       | Juha Metsola (Saławat Jułajew Ufa)       | Nikita Niestierow (CSKA Moskwa)          | Teemu Hartikainen (Saławat Jułajew Ufa)        | nie dokonano wyboru                    |
| Puchar Gagarina          | Ilja Sorokin (CSKA Moskwa)               | Mat Robinson (CSKA Moskwa)               | Michaił Grigorienko (CSKA Moskwa)              | nie dokonano wyboru                    |
| Kwiecień 2019            | Juha Metsola (Saławat Jułajew Ufa)       | Mat Robinson (CSKA Moskwa)               | Michaił Grigorienko (CSKA Moskwa)              | nie dokonano wyboru                    |

### Nagrody indywidualne
Podczas uroczystości zorganizowanej w dniu 28 maja 2019 w Barwicha Luxury Village wręczono nagrody za sezon.
- Złoty Kij – Najbardziej Wartościowy Gracz (MVP) sezonu regularnego: brak informacji.
- Nagroda dla najskuteczniejszego strzelca sezonu: Kiriłł Kaprizow (CSKA Moskwa) – 30 goli w sezonie zasadniczym.
- Nagroda dla najlepiej punktującego zawodnika (punktacja kanadyjska): Nikita Gusiew (SKA Sankt Petersburg) – w sezonie regularnym uzyskał 82 punkty za 17 goli i 65 asyst.
- Nagroda dla najlepiej punktującego obrońcy (punktacja kanadyjska): Darren Dietz (Barys Astana) – w sezonie regularnym uzyskał 53 punkty za 15 goli i 38 asyst.
- Nagroda dla zawodnika legitymującego się najlepszym współczynnikiem w klasyfikacji „+,-” w sezonie regularnym: Władisław Gawrikow (SKA Sankt Petersburg) – uzyskał wynik +48 w 60 meczach.
- Najlepsza Trójka (dla najskuteczniejszego tercetu napastników w sezonie regularnym): brak informacji.
- Mistrz Play-off – Najbardziej Wartościowy Gracz (MVP) fazy play-off: Ilja Sorokin (CSKA Moskwa).
- Najlepszy Bramkarz Sezonu (w wyniku głosowania trenerów): Juha Metsola (Saławat Jułajew Ufa)
- Nagroda dla najlepszego pierwszoroczniaka sezonu KHL im. Aleksieja Czeriepanowa: Ilja Konowałow (Łokomotiw Jarosław)
- Złoty Kask (przyznawany sześciu zawodnikom wybranym do składu gwiazd sezonu):
  - Juha Metsola (Saławat Jułajew Ufa) – bramkarz,
  - Nikita Niestierow (CSKA Moskwa) – obrońca,
  - Darren Dietz (Barys Astana) – obrońca,
  - Teemu Hartikainen (Saławat Jułajew Ufa) – napastnik,
  - Michaił Grigorienko (CSKA Moskwa) – napastnik,
  - Ilja Michiejew (Awangard Omsk) – napastnik.
- Nagroda za Wierność Hokejowi (dla największego weterana i ambasadora gry w hokeja): Aleksandr Popow (CSKA Moskwa), który rozegrał dotychczas 1035 spotkań w najwyższej klasie rozgrywkowej w Rosji (Superliga oraz KHL).
- Nagroda dla Najlepszego Trenera Sezonu: Igor Nikitin (CSKA Moskwa).
- Nagroda Walentina Sycza (przyznawana prezesowi, który w sezonie kierował najlepiej klubem): Igor Jesmantowicz (prezydent klubu CSKA Moskwa).
- Nagroda dla najlepszej zawodniczki Żeńskiej Hokejowej Ligi: Anna Prugowa (Agidiel Ufa).
- Nagroda Andrieja Starowojtowa (Złoty Gwizdek) (dla najlepszego sędziego głównego sezonu): Aleksiej Rabodin.
- Nagroda Michaiła Galinowskiego (Złoty Gwizdek) (dla najlepszego sędziego głównego sezonu): Gleb Łazariew.
- Nagroda Bezcennej Ligi: Sofja Morozowa (bezcenny kibic), Kiriłł Kaprizow (bezcenny zawodnik) – oboje z klubu CSKA Moskwa.
- Nagroda dla najlepszego dziennikarza sezonu: Artur Chajrullin (Business Online).

Ponadto 30 maja 2019 wręczono nagrody i wyróżnienia za sezon w dziedzinach marketingu i komunikacji.